# Immutáció
Az immutáció (jelentése megváltoztatás, helyettesítés) helyettesítésen alapuló művelet, az egyik átalakító eljárás a retorikában, mely a nyelv minden szintjén működik, s alakzatokat hoz létre.

## Esetei
A klasszikus retorikában van immutációs hangalakzat, szóalakzat, mondatalakzat, gondolatalakzat, a neoretorikában immutációs metaplazmus, metaszeméma, metataxis, metalogizmus. A hangok szintjén a szó valamely hangjának, hangcsoportjának más, az adott szó köznyelvi alakjától eltérő hangokra való felcserélése. Például:
"Szorul a rés, a lovag lés…"
(Arany János: Szibinyáni Jank)
Immutációs szemantikai alakzat például a metafora, gondolatalakzat az allegória.

### Affixumhelyettesítés
Az affixumhelyettesítés a neoretorika szerint az egyik immutációs hangalakzat; a szótőhöz függesztett szóelem, toldalék megváltozása.

### Gyermeknyelv
A gyermeknyelv a kisgyermekek sajátos beszélt nyelve, a neoretorikában immutációs metaplazmus. Például:
"Hol volt, hol nem volt, valamikor réges-régen egy mútehén mendegélt az úton, hát aztán ez a mútehén, amint ment, mendegélt, találkozott egy icipici kisfiúval, akit úgy híttak, bibi-baba."
(James Joyce: Ifjúkori önarckép)
"Borzas, gondolta Öcsi apa Borzasnak hívja, mérkellett akkora Pityu előtt Bodrizni, ésmérnem mondjameg rendesen, hogy mivan? Cakazértis: Booorzas! – kiáltotta teli tüdővel."
(Vámos Miklós: Zenga zének)
A kisgyermekek sajátos beszélt nyelve, melyen a dajkák beszélnek a kisded gyermekekkel, s melynek szavai többnyire egyszerűsített, de párosan ejtett (ikerített) szótagokból állnak, pl.: papi - étel, zsizs - tüz, güngi – ing stb.
- Gügyögés
- Gagyogás
A gyermekek nyelvi teljesítménye minőségileg és mennyiségileg is más, mint a felnőtteké. Nem egyszerűen átveszik és tanulják a nyelvet a felnőttektől; sokkal inkább létrehozzák a maguk számára és fokozatosan a felnőttekéhez hasonlóvá alakítják. Minden gyermek egyénileg kerül kapcsolatba a nyelvvel, ezért sok egyéni gyermeki nyelvváltozat létezik. Nincs két egyforma gyermeknyelv.
Ugyanakkor a nyelv elsajátítása tekintetében a gyermekek közötti hasonlóságok feltűnőbbek, mint a különbségek

### Szisztolé
A szisztolé (jelentése összeértés) a neoretorika immutációs alakzata (metataxis); a morfémák és a szintagmák nem-, személy-, szám-, és időbeli egyeztetésének hiánya. Olyan alakzat, melyben a nyelvi elem különböző jelentései együtt érvényesülnek, együtt hatnak. Például:
"félszemmel ébren pislogott ocsudva, kába
szemmel a lágy, vizes, halszagú éjszakába"
(Babits Mihály: Jónás könyve)

### Szójáték
Lásd Szójáték.